# Playa El Real

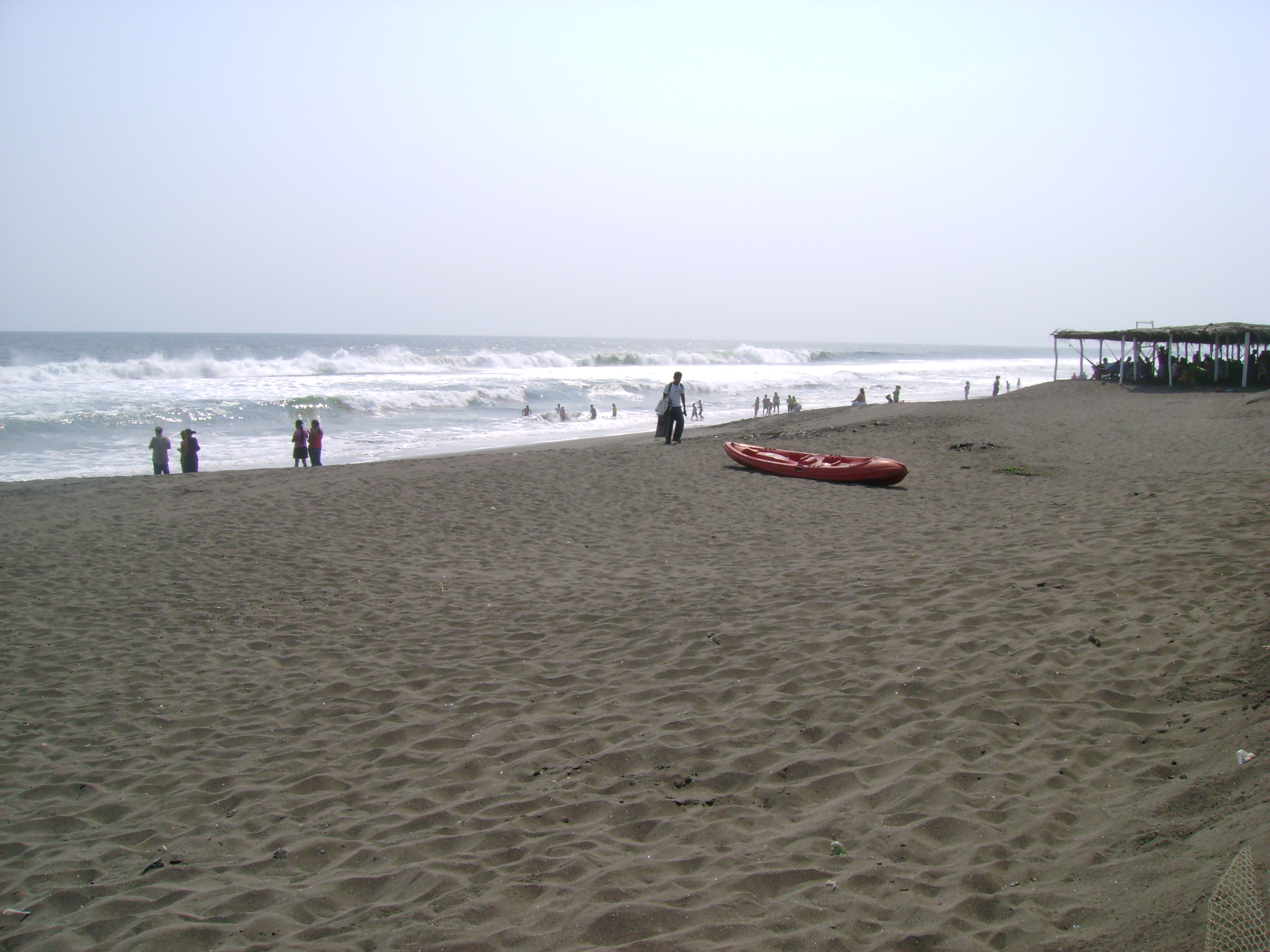
Playa El Real.

La Playa El Real se encuentra en el poblado de El Real en el municipio de Tecomán, en Colima, México. Es una playa de arena de color gris claro que se extiende sobre una amplia franja de pendiente suave. Sus aguas son un tanto profundas y tienen un oleaje moderado. La playa El Real está muy cerca de la Ciudad de Tecomán pues su traslado se limita a sólo 10 minutos en automóvil. Esta playa es idónea para los practicantes del surf.
- Datos: Q6078373